# Martin Machule
Martin Machule (* 10. April 1899 in Berlin; † 8. August 1981 in München; Pseudonym: Armin Mechtlau) war ein Bankbeamter, Botaniker und österreichischer Autor deutscher Nationalität.

## Leben
Martin Machule wurde am 10. April 1899 als Sohn schlesischer Eltern in Berlin geboren. 
Angeregt von Homers Odyssee und dem Nibelungenlied unternahm er gemeinsam mit einem Schulfreund zur Zeit des Ersten Weltkriegs im Alter von 16 Jahren erste lyrische Versuche; diese waren nach seinen Angaben jedoch nicht von besonderer Qualität. Dem folgte eine lange Zeit ohne jegliche literarische Produktion, als Machule als Bankbeamter in Berlin arbeitete. Erst als er berufsbedingt 1943 nach Wien kam, begann er, angeregt durch die Werke Josef Weinhebers, wieder mit dem Schreiben von vor allem Lyrik. Mit der späteren Witwe des von ihm hochverehrten Weinheber stand Machule dann in Korrespondenz.
1919 trat Machule dem Deutschen Schulverein Südmark bei, um 1943/44 dem Deutschen Sprachverein.
Martin Machule trat zum 11. Mai 1925 der NSDAP bei (Mitgliedsnummer 4.339). Auf dem Reichsparteitag der NSDAP 1927 in Nürnberg beantragte Machule, das Wort Parteigenosse als offizielle Anrede im Parteileben einzuführen, was von Hitler allerdings mit dem Hinweis abgelehnt wurde, dass sich dies von selbst einbürgern würde.
Im November 1943 wurde Machule bei einem Fliegerangriff an den Augen verletzt. Trotz einer Operation an der Netzhaut wurde er auf einem Auge blind. Das andere Auge konnte erhalten werden, allerdings mit verminderter Sehkraft. Machule wurde berufsunfähig und zog nach Puchberg am Schneeberg in Niederösterreich.
Das Ende des Zweiten Weltkriegs war ein schwerer Schicksalsschlag für Machule: „Die seitdem andauernde Hoch-Zeit der Lügner, Fälscher, Verräter und Selbstbesudler bestimmte zum Teil meine Schaffenskraft, die durch ein Wort: Widerstand ausgedrückt ist“, so Machule selbst. Wie viele andere Autoren, die den Nationalsozialismus unterstützt hatten und keine Reue deshalb zeigten, war es für Machule schwierig, seine Werke zu publizieren. Er wurde zu einem bekennenden Gegner der vorherrschenden Kunst und Literatur der Nachkriegszeit.
Seine erste Publikation nach Kriegsende wurde möglich durch einen nicht namentlich genannten Freund, der Schriftleiter der Zeitschrift Nation Europa war und Machules Lyrik im selben Verlag veröffentlichte. 1965 kam Machule in Kontakt mit dem 1999 wegen nationalsozialistischer Wiederbetätigung verbotenen Verein Dichterstein Offenhausen, dem er beitrat. In Absprache mit dem Vereinsgründer Josef Hieß gründete Machule die Kleinbuchreihe Offenhausener Bausteine; sie sollen „dem Widerstande gegen den Verfall jeder Art dienen und jenen Kräften, nützlich sein, die nicht gewillt sind, den Niedergang unseres armen, zerrissenen Vaterlandes als unabwendbares Schicksal hinzunehmen.“ Einen sehr großen Anteil des Inhalts der Bausteine machen Machules eigene Werke aus.
Am 1. Februar 1960 trat Machule dem Verein "Muttersprache", Wien bei, dessen Mitglied auf Lebensdauer er 1970 wurde. 1979 wurde er mit dem Dichtersteinschild des Vereins Dichterstein Offenhausen ausgezeichnet. Er war Mitglied der rechtsextremen Artgemeinschaft.
Nach dem Tode seiner Frau zog Machule in den Wohnstift in der Reichenhaller Straße 7 in München, wo er am 8. August 1981 starb.

## Werke (Auswahl)
Martin Machule war Herausgeber der Reihe Offenhausener Bausteine (Vaterstetten: Arndt). Er schrieb auch unter dem Pseudonym Armin Mechtlau.
- (1952) Gefährten meiner Jugend. Sonette. Coburg: Nation Europa Verlag.
- (1968) Aus der Werkstatt. (Offenhausener Bausteine 13a). Vaterstetten: Arndt.
- (1968) Das Lied vom täglichen Leben. (Offenhausener Bausteine 13c). Vaterstetten: Arndt.
- (1968) Siebenkreis. Gedichte. Berlin: Kusserow.
- (1968) (Herausgeber, mit Friedrich Scheerer). Wider die Afterkünstler in Malerei, Plastik, Musik und Dichtung. Ein dichterischer Streitruf. (Offenhausener Bausteine 12a). Vaterstetten: Arndt.
- (1969) (Herausgeber). Endzeit. Deutsche Lyrik nach 1945. Frankfurt: Heimreiter.
- (1969) Uns ruft die Pflicht. Gedichte der Zeit. (Offenhausener Bausteine 23). Vaterstetten: Arndt
- (1969) Verse des Widerstands. Vaterstetten: Arndt.
- (1969) Wilde Wölfe brachen durchs Tor. Erzählung. Krems a.d. Donau: Heimatland-Verlag.
- (1970) Ariadnefaden. Ein kleiner Lehrgang durch die Lust- und Schreckensgefilde neuer deutscher Lyrik. Stetten: Baustein-Verlag.
- (1970) Brandruf wider die Schänder des Musen-Tempels. Stetten: Baustein-Verlag.
- (1971) (Pseudonym: Armin Mechtlau). Des Infernos XXXV. Gesang.
- (1972) Der Fenstergucker. Gedichte. München: Ledermüller.
- (1972) Fels und Sand. Erzählung. Stetten: Baustein-Verlag.
- (1972) Lobgesang auf die edle Frau Musica. München: Ledermüller.
- (1972) Preußische Elegie. München: Ledermüller.
- (1973) Stufen, Mein Weg als Dichter. München: Ledermüller.
- (1974) Daß mir auf Erden nicht zu helfen war. Erzählung. München: Ledermüller.
- (1975) Deutsche Schicksale 1945. Erzählungen. München: Ledermüller.
- (1975) Schatten der Nacht. Gedichte. München: Ledermüller.
- (1976) Danksagung. Gedichte. (Sammlung Silberblatt 9). München: Ledermüller.
- (1976) Verderbt vor Gottes Augen und voll Frevels ein dramatisches Gleichnis in 4 Handlungen. München: Ledermüller.
- (1977) Eine deutsche Höllenfahrt. In 20 Gesängen. Terzinen von Trauer und Tod. München: Ledermüller.
- (1979) Fatum Germanicum. Eine Symphonie in 4 Sonettenkränzen. München: Ledermüller.
- (1979) Gebückt in sich und unbekannt. Erzählung. München: Ledermüller.
- (1980) Der falsche Arm der Zange oder das Verhängnis vom November 1940. München: Ledermüller.
- (1980) Herdfeuer. Gedichte. München: Ledermüller.

## Sekundärliteratur
- Lutzhöft, Hans-Jürgen (1971). Der Nordische Gedanke in Deutschland 1920–1940. (Kieler Historische Studien 14). Stuttgart: Klett.
- Reiter, Andrea (1990). „Die Lyrik des ‘Dichtersteins Offenhausen‘ als Beispiel für die Kontinuität antimoderner Dichtung in Österreich nach 1945“. In: Zeitgeschichte 18 (5/6) S. 155–171.
- Schuder, Werner (Hg.) (1973). „Machule, Martin (Ps. Armin Mechtlau)“. In: Kürschners Deutscher Literatur-Kalender 1973. Sechsundfünfzigster Jahrgang. Berlin / New York: De Gruyter.
- Stüssi, Anna (1986). „Martin Machule (Ps. Armin Mechtlau)“. In: Deutsches Literatur-Lexikon. Biographisches-Bibliographisches Handbuch. Begründet von Wilhelm Kosch. Dritte, völlig neu bearbeitete Auflage. Zehnter Band Lucius – Myss. Bern / München: Francke. S. 191.
- Zelnhefer, Siegfried (2002) Die Reichsparteitage der NSDAP in Nürnberg. (Schriftenreihe des Dokumentationszentrums Reichsparteigelände 2). Verlag Nürnberger Presse.